# زباد نخلی هوز
زباد نخلی هوز (نام علمی: Diplogale hosei) نام یک گونه از تیره زبادان است.